# Vrbova a Wetzlerova zpráva
Vrbova a Wetzlerova zpráva byla 32stránková zpráva, kterou koncem dubna 1944 nadiktovali židovským představitelům v Žilině slovenští Židé Rudolf Vrba a Alfréd Wetzler po útěku z koncentračního tábora Auschwitz-Birkenau. Zpráva jako první popsala fungování a organizaci tábora, vraždění pomocí plynu, odhad počtu obětí a zpaměti načrtnutý plánek. Zpráva byla Spojenci označena jako věrohodná, proto je považována za jeden z nejdůležitějších dokumentů 20. století.

## Pozadí

### Rudolf Vrba
Rudolf Vrba se narodil 11. září 1924 ve slovenských Topoľčanech jako Walter Rosenberg. V patnácti letech byl kvůli antisemitským zákonům vyloučen ze střední školy. Pracoval jako dělník. Pokusil se o útěk za hranice, ale v červnu 1944 byl zatčen a deportován do sběrného tábora Nováky, odtud byl deportován nejprve do koncentračního tábora Majdanek a poté do koncentračního tábora Auschwitz.

### Alfréd Wetzler
Alfréd Wetzler se narodil v květnu 1918 v Trnavě. Pracoval jako dělník, než byl v dubnu 1942 poslán přes sběrný tábor v Seredi do Auschwitzu. V koncentračním táboře strávil on a Vrba do útěku 2 roky.

### Útěk
V první polovině roku 1944 začali nacisté stavět další část tábora zvanou Mexiko, tam měli dorazit maďarští Židé, jejichž transporty se chystaly. Stavba nebyla tak dobře střežena, jako vnitřní tábor. Na její stavbu se používaly díly z prken. Dne 7. dubna 1944 si mezi nimi Vrba a Wetzler vytvořili úkryt, kvůli psům ho posypali tabákem namočeným v benzinu. V úkrytu strávili tři dny. Poté, co skončilo hledání v rámci tábora, se 10. dubna vydali na Slovensko. Cesta jim zabrala 2 týdny.
Za pomoci několika lidí v Polsku a na Slovensku se dostali do Žiliny, kde se setkali se zástupci Červeného kříže a místní židovské rady.

## Zpráva
V dubnu 1944 nadiktovali židovským představitelům v Žilině 32stránkovou zprávu. Zpráva popisovala fungování a organizaci tábora, vraždění pomocí plynu, odhad počtu obětí a zpaměti načrtnutý plánek. Také popisovala popravu 3792 československých Židů v noci z 8. na 9. března 1944.
Zpráva byla po útěku Arnošta Rosina a Czeslawa Mordowicze v květnu 1944 doplněna a vznikly Osvětimské protokoly.
Původně zpráva vzbuzovala nedůvěru, ale později byla označena za důvěryhodnou. Zveřejněna byla ale až po začátku deportací maďarských Židů dne 15. května 1944. Dne 9. července 1944 ale po žádosti mimo jiné papeže Pia XII., amerického prezidenta Franklina Roosevelta a švédského krále Gustava V. ukončil maďarský admirál Horthy deportaci Židů, zpráva tak měla zachránit kolem 200 000 životů.
Rudolf Vrba se přidal k partyzánům a po válce se stal vědcem v oboru biochemie a farmakologie. V roce 1958 odešel z Československa a působil v zahraničí. Napsal několik knih o holokaustu, nejznámější z nich je kniha Utekl jsem z Osvětimi. Podílel se také na výrobě pěti filmů o holokaustu. Zemřel ve Vancouveru v roce 2006.
Alfréd Wetzler po válce působil jako novinář, úředník a pracoval také v cestovní kanceláři. V roce 1970 odešel do invalidního důchodu. V roce 1964 pod pseudonymem Josef Lánik napsal knihu Čo Dante nevidel. Zemřel v Bratislavě v roce 1988.
V lednu 2007 obdržel in memoriam Kříž Milana Rastislava Štefánika I. třídy. Vrba obdržel in memoriam Řád Bílého dvojkříže I. třídy, nejvyšší slovenské státní vyznamenání.

## V kultuře
- film Zpráva